# 深圳5.26车祸
深圳滨河大道车祸，又称5·26深圳特大交通事故、深圳5·26飙车案，是指一起2012年5月26日凌晨发生在中国深圳市的特大交通事故。该事故造成了3人死亡，1人轻伤。据深圳警方消息，一跑车驾驶者醉酒驾驶且超速行驶，其驾驶的跑车与两辆出租汽车发生碰撞，造成一辆汽油出租车侧翻，另一辆比亚迪电动出租车在碰撞后起火燃烧。在此次事故中，电动出租车上的司机以及两名乘客全部遇难，肇事司机则受轻伤逃逸，最终投案自首。由于涉及肇事者身份、调包嫌疑以及电动汽车安全等问题，此事故在全国范围内引发了高度关注。
根据事故调查组所提供的报告，电动汽车在碰撞后配电箱内元件发生短路而起火燃烧，引燃了车身以及部分电池组。调查组指出，在事故中导致3人死亡的原因是高速碰撞，而并非车体燃烧。在事故中电动车电池并未发生爆炸，并仍有72组（占75%）的电池未被引燃 。

## 事件过程
2012年5月26日凌晨，一辆日产GTR跑车与一辆宝马汽车在深圳滨河大道上飙车。车身颜色为红色的GTR跑车在滨海大道由东往西行至侨城东路段，与同方向行驶的两辆出租车发生碰撞，造成其中一辆比亚迪e6出租车出现汽车起火，车内3人当场死亡。红色GTR车内一男三女也不同程度受伤。
事故肇事者在之后逃逸。深圳警方宣称，嫌疑人在肇事后被朋友接走，入住大梅沙游艇会。案发7小时后，到福田交通大队自首。

## 质疑

### 顶包
案发后，经媒体披露，肇事者（飙车男子）的身份遭到了受害者家属和网友的广泛质疑。据目击者介绍，肇事男子脸部在事故中留下了伤痕，并前往华侨城医院进行治疗，但是警方拘捕的嫌疑人却没有伤痕。家属质疑肇事者或另有其人。
数据显示该男子穿戴拖鞋醉驾，案发后却赤脚逃逸，但经过剧烈撞击，拖鞋仍整齐放置在踏板上。家属质疑如果是案发过程，肇事者到底是穿着还是没穿，为什么逃逸时还整齐脱下（醉酒状态下）赤脚逃逸。还有视频完整性，公布的视频基本都不超出1分钟.
其次，警方公布案发后7小时，嫌疑人血液检测的酒精浓度仍然达到了90.2mg/100ml，亦引起掉包质疑。
另外，由于事发时的GTR跑车价值昂贵，而警方公布的嫌疑人出身贫寒，也被广泛认作疑点之一。
5月28日下午，深圳警方召开新闻发布会，公布了一段“肇事司机”的监控录像，但此举并没有消除质疑，反而有网友在对视频分析后认为，这段视频本身也存在问题。视频中显示，警方所确认的肇事司机侯某在深圳某会所内走动，监控视频上面显示的时间为“05：15：09”。从侯某走上楼梯直至走廊的过程中，网友们可以清晰的发现，2分27秒，在走上楼梯经过墙上一幅深色挂饰时，他的头部周围有明显的白色轮廓。另外，从肇事者走上楼梯至走廊，数步距离内，监控画面上的时间显示也一直定格在26日凌晨5：15：09，“警方提供的视频中，从2分38秒到2分41秒，屏幕上秒数一直没变。

### 电动汽车质量
由于比亚迪电动的士在事件中迅速燃烧殆尽，在质疑嫌疑人的同时，比亚迪电动汽车的质量也受到广泛质疑。事发后的2012年5月28日，比亚迪股价暴跌，上周五（25日）该股收盘报24.38元，28日盘中最低至21.94元，按A股总股本23.50亿股算，最高损失市值57.34亿元。